# باشگاه فوتبال گوادالاخارا
باشگاه فوتبال دپورتیوو گوادالاخارا (به اسپانیایی: Club Deportivo Guadalajara) که اغلب با عنوان گوادالاخارا یا چیواس گوادالاخارا شناخته می‌شود، یک باشگاه فوتبال مکزیکی مستقر در گوادالاخارا، خالیسکو است.